# Оливковый узкорот
Оливковый узкорот (лат. Gastrophryne olivacea) — вид земноводных из семейства Узкороты. Обитает в Северной Америке от штата Небраска на юг через Техас до севера Мексики.

## Внешний вид и строение
Небольшие (3,8 см) земноводные с плоским телом с резко заостренной мордой. Окрас, как правило, от оливково-зеленого до серо-коричневого, иногда с черными пятнами. Нижняя сторона тела более светлая. Кожные выделения оливкового узкорота вызывают сильную, жгучую боль, если попадут в глаза.

## Поведение и среда обитания
Оливковый узкорот встречается в различных биотопах, но чаще всего на влажной почве или в листовом подстилке, а также под камнями или упавшими бревнами. Они размножаются на протяжении всей весны и лета в лужах. Их основная пища — муравьи.

## Таксономия
Оливковый узкорот ранее считался подвидом каролинки (G. carolinensis). На сегодняшний день оливковый узкорот не имеет подвидов. Этот таксон первоначально делился на два подвида, но в 2012 году западный подвид был повышен до вида (Gastrophryne mazatlanensis).